# Kyselý déšť

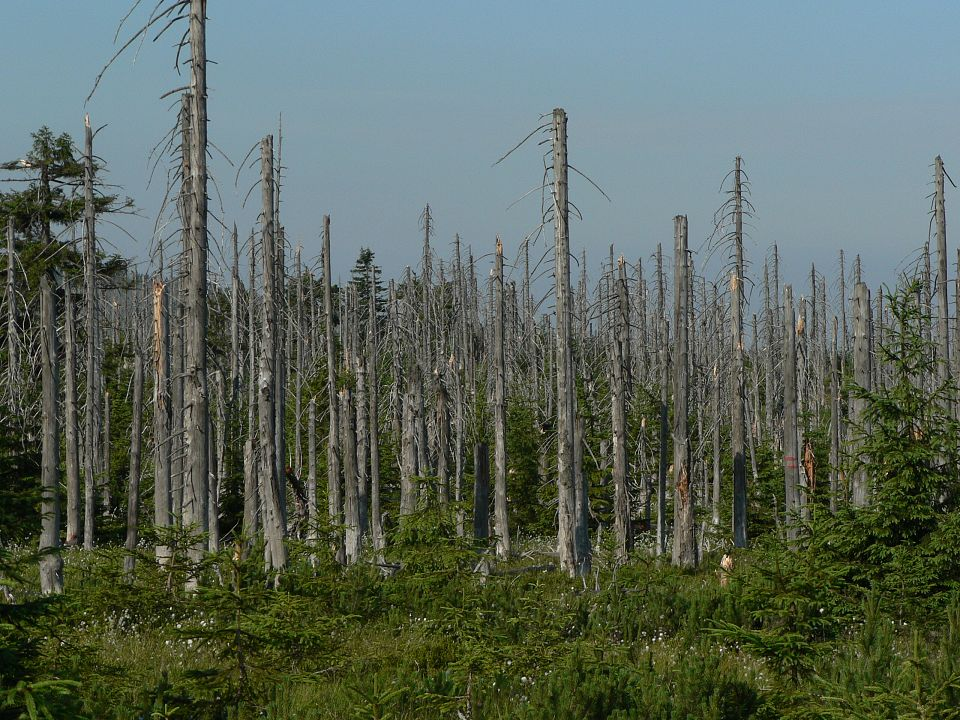
Jizerské hory – les zasažený kyselým deštěm

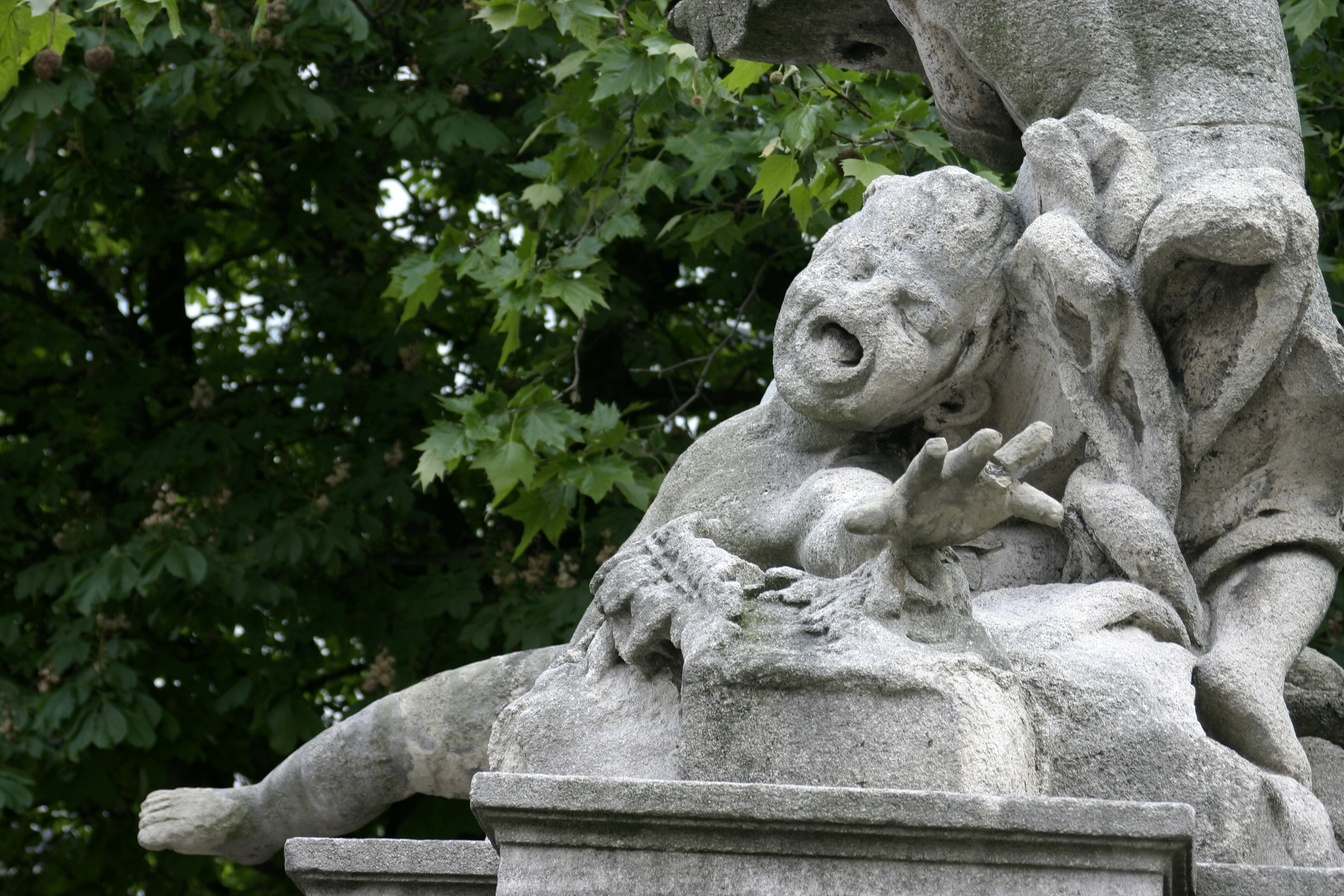
Vliv kyselého deště na sochy

Kyselý déšť je déšť nebo jiná forma srážek, které jsou neobvykle kyselé, což znamená, že mají zvýšený obsah vodíkových iontů, tedy nízké pH. Většina vody, včetně pitné vody, má neutrální pH, které se pohybuje mezi 6,5 a 8,5, ale kyselý déšť má pH nižší a pohybuje se obvykle  v rozmezí hodnot 4-5. Čím je kyselý déšť kyselejší, tím nižší je jeho pH.
Kyselé deště mohou mít škodlivé účinky na rostliny, vodní živočichy a infrastrukturu. Kyselé deště jsou způsobeny emisemi oxidu siřičitého a oxidů dusíku, které reagují s molekulami vody v atmosféře a vytvářejí kyseliny.
Bylo prokázáno, že kyselé deště mají nepříznivý vliv na lesy, sladké vody, půdu, mikroby, hmyz a vodní organismy. V ekosystémech trvalé kyselé deště snižují odolnost kůry stromů, takže flóra je náchylnější ke stresovým faktorům prostředí, jako je sucho, horko nebo chlad a napadení škůdci. Kyselé deště mohou také zhoršovat složení půdy tím, že ji zbavují živin, jako je vápník a hořčík, které hrají roli při růstu rostlin a udržování zdravé půdy. Pokud jde o lidskou infrastrukturu, kyselé deště také způsobují loupání barev, korozi ocelových konstrukcí, jako jsou mosty, a zvětrávání kamenných budov a soch. Mají také dopad na lidské zdraví.
Některé vlády, včetně vlád v Evropě a Severní Americe, se od 70. let minulého století snaží omezit vypouštění oxidu siřičitého a oxidů dusíku do ovzduší prostřednictvím regulací znečištění ovzduší. Tyto snahy měly pozitivní výsledky díky rozsáhlému výzkumu kyselých dešťů, který začal v 60. letech 20. století, a zveřejněným informacím o jejich škodlivých účincích.
Hlavním zdrojem sloučenin síry a dusíku, které způsobují kyselé deště, jsou antropogenní zdroje, ale oxidy dusíku mohou vznikat i přirozeně při úderech blesků a oxid siřičitý vzniká při sopečných erupcích.

## Zdroje

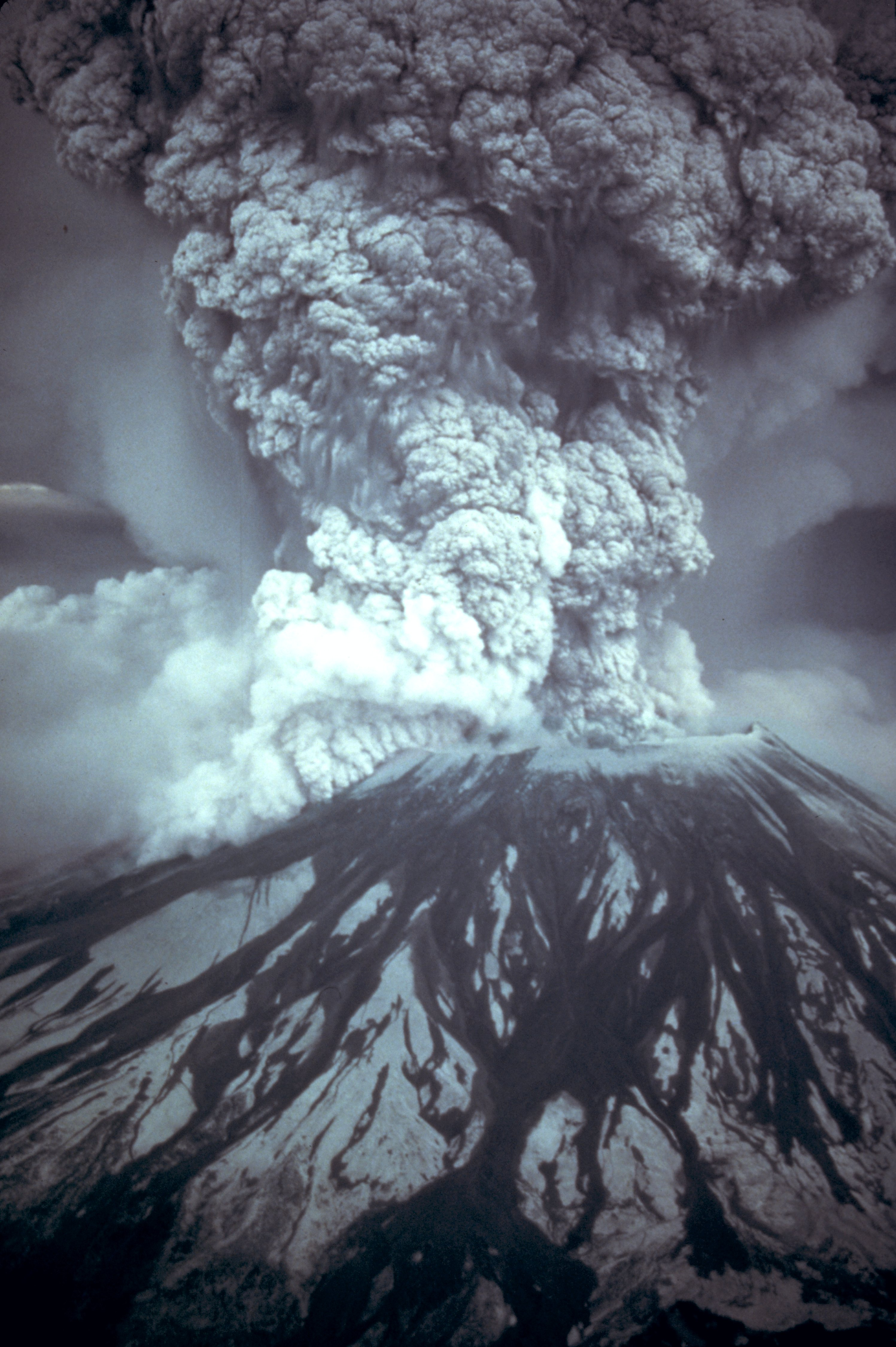
Výbuch sopky sv. Helena v roce 1980

Spalování uhlí v elektrárnách je významným zdrojem emisí způsobující vznik kyselých dešťů

### Přírodní zdroje
Kyselý déšť ze sopky vzniká, když se v kapkách dešťové vody rozpustí kyselina sírová a kyselina dusičná. Obě kyseliny vznikají reakcí oxidu siřičitého a oxidu dusičitého s vodou. V důsledku toho dosahuje kyselost vodních srážek výrazné hodnoty 3,5 až 5,5 oproti normální hodnotě pH vody kolem 6,5.
Největší potenciální nebezpečí představují sopečné plyny: oxid siřičitý, oxid uhličitý a fluorovodík. Lokálně může oxid siřičitý způsobit kyselé deště a znečištění ovzduší po větru od sopky. Tyto plyny mohou pocházet jak z lávových proudů, tak z prudce vybuchující sopky.

### Antropogenní zdroje
Mnoho průmyslových odvětví, jako je chemický, petrochemický, celulózový a papírenský průmysl, ropné rafinerie nebo tepelná energetika, jsou významnými zdroji, které uvolňují plyny, jako jsou oxidy síry a oxidy dusíku, které jsou zodpovědné za vznik kyselých dešťů. Spalování uhlí v elektrárnách je jedním z největších zdrojů emisí NO a NO2 přispívajících k produkci plynů odpovědných za kyselé deště. V městských oblastech jsou hlavními zdroji tvorby kyselých dešťů plynné exhalace z průmyslu a motorových vozidel. Tyto plyny reagují s vodou, kyslíkem a dalšími atmosférickými chemikáliemi a přispívají ke vzniku kyselých dešťů. Vlivem meteorologických parametrů (jako je rychlost a směr větru, teplota, relativní vlhkost) se tyto atmosférické plyny přenášejí na větší vzdálenosti a podílejí se na atmosférických transformačních reakcích, které jsou zodpovědné za vznik kyselých dešťů.

## Chemický proces

### Chemie plynné fáze
V plynné fázi se oxid siřičitý oxiduje reakcí s hydroxylovým radikálem prostřednictvím mezimolekulární reakce:
SO2 + OH· → HOSO2·
po kterém následuje:
HOSO2· + O2 → HO2· + SO3
V přítomnosti vody se oxid sírový (SO3) rychle mění na kyselinu sírovou:
SO3 (g) + H2O (l) → H2SO4
Oxid dusičitý reaguje s radikálem OH· za vzniku kyseliny dusičné:
NO2 + OH· → HNO3

### Chemie v kapkách mraků
Pokud jsou přítomny mraky, je rychlost úbytku SO2 rychlejší, než lze vysvětlit pouze chemií plynné fáze. To je způsobeno reakcemi v kapičkách kapalné vody.

#### Hydrolýza
Oxid siřičitý se rozpouští ve vodě a poté jako oxid uhličitý hydrolyzuje v řadě rovnovážných reakcí:
SO2 (g) + H2O ⇌ SO2.H2O
SO2·H2O ⇌ H+ + HSO -
3 
HSO -
3  ⇌ H+ + SO 2-
3 

#### Oxidace
Nejdůležitější oxidační reakce jsou s ozonem, peroxidem vodíku a kyslíkem (reakce s kyslíkem jsou katalyzovány železem a manganem v kapičkách oblaku).

## Depozice kyseliny

### Mokrá depozice
K mokré depozici kyselin dochází, když jakákoli forma srážek (déšť, sníh atd.) odstraňuje kyseliny z atmosféry a přenáší je na zemský povrch. Může to být důsledek depozice kyselin vzniklých v dešťových kapkách (viz výše chemie vodní fáze) nebo tím, že srážky odstraňují kyseliny buď v mracích, nebo pod mraky. Pro mokrou depozici je důležité jak odstraňování plynů, tak aerosolů.

### Suchá depozice
K tomu dochází, když částice a plyny ulpívají na zemi, rostlinách nebo jiných povrchu.

## Změny kyselé depozice v historii
Důkaz zvyšování kyselosti atmosféry poskytuje glaciální led. Ukazuje snižování pH od průmyslové revoluce z 6 na 4,5 až 4. Další informace byla získána studováním mikroskopických organismů zvaných rozsivky, které se vyskytují např. v rybnících. V průběhu let se jejich zbytky ukládají bahnité usazenině. Rozsivkám se daří jen v určitém pH, proto s rostoucí hloubkou se projevuje indikace změny pH v průběhu let.
Od doby průmyslové revoluce se emise oxidů síry a dusíku zvýšily. Průmyslová výroba elektřiny, při které se spalují fosilní paliva – v první řadě uhlí, jsou hlavní zdroje sirných oxidů. Příležitostně pH dešťových srážek dosahuje v silně průmyslových (a tedy i silně obydlených) oblastech hodnot až 2,4 (kyselost octa!). Tyto zdroje spolu s automobilovým průmyslem jsou hlavním tvůrcem oxidů dusíku.
Problém kyselého deště se nejen zvýšil s nárůstem populace a průmyslovým růstem, ale také se víc rozšiřuje. Použití vysokých komínů redukuje místní znečištění a přispívá k šíření kyselého deště do atmosférického oběhu. Často kyselý déšť spadne mnoho kilometrů od místa svého vzniku. Nejvíce jsou ohroženy hornaté regiony, protože přijímají hodně srážek. Příkladem toho je časté nízké pH dešťů ve Skandinávii ve srovnání s množstvími oxidů, které Finsko a Švédsko vypouští. Když padá na stromy v lese tak stromy zajdou.

## Environmentální rizika

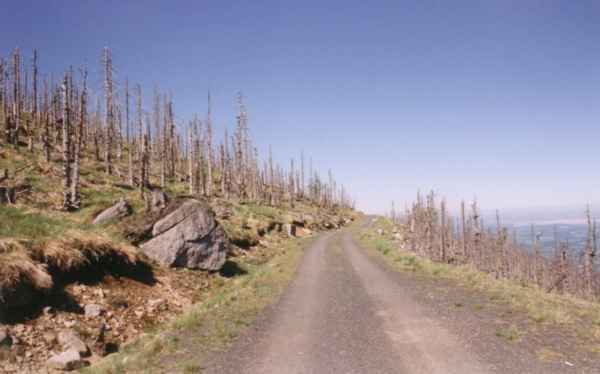
Krušné hory – lesy zničené kyselým deštěm

Existuje přímý vztah mezi nižšími hodnotami pH a ztrátou ryb v rybnících. V pH nižším než 4,5 prakticky žádná ryba nepřežije, zatímco v pH 6 nebo vyšším žijí zdravé ryby. Kyselina ve vodě přerušuje produkci enzymů, které umožňují pstruhovým larvám uniknout z jejich vajec. Také mobilizuje toxické kovy jako hliník v jezerech. Růst fytoplanktonu je potlačován vysokou kyselostí vod a zvířata, která se jím živí, trpí hladem.
Do mnoha jezer se dostává přirozená kyselost (například z rašeliny) a při malých srážkách se v něm může kyselina koncentrovat. Kyselé jezero s nově leklou rybou není proto nutně důkaz o hrozném znečišťování ovzduší.

### Lesy a další vegetace

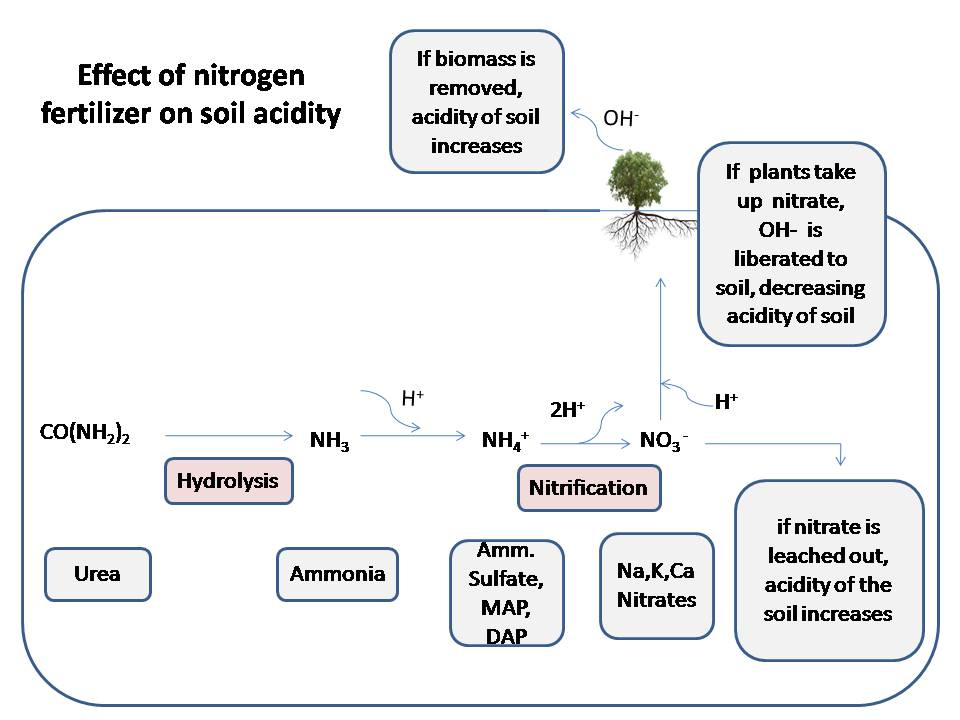
Diagram vyplavování živin v půdě s vysokou úrovní kyselosti půdy.

Stromům ubližují kyselé deště různými způsoby. Mohou porušovat voskovitý povrch na listech a strom je tím náchylnější k mrazu, houbám a hmyzu. Mohou také zpomalit růst kořenů což má za následek málo výživy pro strom. Také uvolňují toxické ionty v půdě a ty užitečné jsou vyluhovány pryč (jako v případě fosforečnanů).
Zvláště zranitelné jsou lesy ve vysokých nadmořských výškách, protože jsou často obklopeny mraky a mlhou, které jsou kyselejší než déšť. Kyselé deště mohou poškodit i jiné rostliny, ale jejich vliv na potravinářské plodiny je minimalizován použitím vápna a hnojiv, která nahrazují ztracené živiny. V obdělávaných oblastech lze také přidávat vápenec, aby se zvýšila schopnost půdy udržet stabilní pH, ale tato taktika je v případě divokých půd do značné míry nepoužitelná. Když se z jehličí červených smrků vyluhuje vápník, stávají se tyto stromy méně odolné vůči chladu a dochází u nich k zimnímu poškození nebo dokonce úhynu. Ovlivnění rostliny okyselením půdy lze pozorovat na listech. Pokud jsou listy zelené a vypadají zdravě, je pH půdy normální a pro život rostlin přijatelné. Pokud však listy rostliny mají mezi žilkami na listech žlutavé skvrny, znamená to, že rostlina trpí okyselením a není zdravá. Rostlina trpící okyselením půdy navíc nemůže fotosyntetizovat; proces vysychání rostliny způsobený kyselou vodou může zničit organely chloroplastů.

### Okyselení oceánů
Kyselé deště mají na oceány v globálním měřítku mnohem menší škodlivý vliv, ale v mělčích pobřežních vodách mají zesílený dopad. Kyselé deště mohou způsobit pokles pH oceánu, tzv. okyselení oceánu, což různým pobřežním druhům ztěžuje tvorbu exoskeletů, které potřebují k přežití. Tyto pobřežní druhy spolu souvisejí jako součást potravního řetězce oceánu a bez nich, bude více mořských živočichů umírat. Vápencová kostra korálů je obzvláště citlivá na pokles pH, protože uhličitan vápenatý, základní složka vápencové kostry, se v kyselých roztocích (s nízkým pH) rozpouští. Kromě okyselování podporuje nadměrný přísun dusíku z atmosféry zvýšený růst fytoplanktonu a dalších mořských rostlin, což může v některých částech oceánu způsobit častější výskyt škodlivých řas a eutrofizaci (vznik „mrtvých zón“ s nedostatkem kyslíku).

### Účinky na lidské zdraví
Velmi kyselé srážky v jihozápadním Švédsku v 60. až 80. letech 20. století vedly k tomu, že v některých soukromých studních byla voda s pH menším než 6. Byl v nich nedostatek vápníku, a lidé, kteří ji konzumovali, měli podstatně více zdravotních potíží než ti, kteří měli studně s vodou nekyselou.

## Historie užívání pojmu
Roku 1852 Robert Angus Smith našel vztah mezi kyselým deštěm a znečištěným ovzduším. Termín kyselý déšť byl jím užívaný od roku 1872. Mezi jeho mnoha zjištěními je i to, že v místech, kde jsou srážky extrémně kyselé, již vegetace neroste. Systematické studium kyselých srážek započalo ale až v 50. letech 20. století.